# Desamanecer
Desamanecer es el tercer álbum de estudio como solista del exvocalista de Electrodomésticos, Carlos Cabezas Rocuant. Fue lanzado en 2010, junto al álbum en directo Has sabido sufrir.

## Lista de canciones
| N.º | Título               | Duración |  |
| 1.  | «Al saber de ti»     | 5:33     |  |
| 2.  | «Antes de la guerra» | 4:32     |  |
| 3.  | «Desaparecer»        | 3:19     |  |
| 4.  | «Pudo Pedro»         | 4:49     |  |
| 5.  | «Por última vez»     | 5:33     |  |
| 6.  | «El viaje»           | 3:52     |  |
| 7.  | «Aire claro»         | 4:41     |  |
| 8.  | «Cada vez que te vi» | 5:33     |  |
| 9.  | «Polvo»              | 4:43     |  |
| 10. | «Tengo fe»           | 3:57     |  |
| 11. | «Yo me despido»      | 5:22     |  |